# Râul Fântâna, Ucea
Râul Fântâna este un curs de apă, afluent al râul Ucea.  

## Hărți
- Harta Munții Făgăraș  Arhivat în 8 septembrie 2013, la Wayback Machine.
- Harta Județului Brașov